# San Francisco Caballúa
San Francisco Caballúa är en ort i Mexiko.   Den ligger i kommunen San Antonino Monte Verde och delstaten Oaxaca, i den sydöstra delen av landet, 260 km sydost om huvudstaden Mexico City. San Francisco Caballúa ligger 2 571 meter över havet och antalet invånare är 657.
Terrängen runt San Francisco Caballúa är kuperad åt nordost, men åt sydväst är den bergig. Runt San Francisco Caballúa är det glesbefolkat, med 9 invånare per kvadratkilometer. Närmaste större samhälle är San Miguel Monteverde, 9,2 km nordväst om San Francisco Caballúa. I omgivningarna runt San Francisco Caballúa växer huvudsakligen savannskog.